# Лусіано В'єтто
Лусіано В'єтто (ісп. Luciano Vietto; нар. 5 грудня 1993, Кордова, Аргентина) — аргентинський футболіст, нападник клубу «Аль-Кадісія».

## Клубна кар'єра
В'єтто пройшов футбольні школи «Індепендьєнте де Балнеарія» і «Естудьянтеса», поки у 2010 році тренер «Расінга», Клаудіо Вівас не запросив його у молодіжну команду клубу. Дебют Лусіано відбувся вже при новому тренері Дієго Сімеоне. 27 жовтня 2011 року у матчі проти «Лануса», В'єтто провів свою першу гру в аргентинській Прімері. З наступного сезону Лусіано став основним нападником команди. 4 вересня 2012 року в поєдинку проти «Сан-Мартін», нападник зробив хет-трик, забивши свої перші голи за «Расінг».
Влітку 2014 року В'єтто перейшов в іспанський «Вільярреал». Сума трансферу склала 5,5 млн євро. 24 серпня в матчі проти «Леванте» він дебютував в Ла Лізі, замінивши у другому таймі Джовані дос Сантоса. 21 вересня в поєдинку проти «Райо Вальєкано» Лусіано зробив «дубль», забивши свої перші голи за «жовту субмарину». В обох випадках асистентом виступив Денис Черишев.
Влітку 2015 року В'єтто перейшов в «Атлетіко Мадрид», замінивши Маріо Манджукіча, що пішов в «Ювентус». Сума трансферу склала 20 млн євро, а Лусіано возз'єднався з Дієго Сімеоне, який тренував його в «Расінгу». 12 вересня в матчі проти «Барселони» він дебютував за «матрацкників», замінивши у другому таймі Габі. 4 жовтня в поєдинку проти мадридського «Реала» В'єтто забив свій перший гол за «Атлетіко».
30 липня 2016 року офіційний сайт «Севільї» оголосив про те, що аргентинець проведе найближчий сезон у складі їх команди. За оренду аргентинця «Атлетіко Мадрид» отримав 4 мільйони євро. 21 серпня в матчі проти «Еспаньйола» В'єтто дебютував за нову команду. У цьому ж поєдинку Лусіано зробив «дубль», забивши свої перші голи за «Севілью».

## Міжнародна кар'єра
У грудні 2012 року В'єтто потрапив в заявку молодіжної збірної Аргентини на домашній молодіжний Кубок Америки. На турнірі він зіграв у матчах проти команд Чилі, Парагваю, Болівії і Колумбії. В поєдинках проти болівійців і парагвайців Лусіано забив два голи.

## Титули і досягнення
- Чемпіон Саудівської Аравії (2):

«Аль-Гіляль»: 2020-21, 2021-22
- Володар Королівського кубка Саудівської Аравії (2):

«Аль-Гіляль»: 2019-20, 2022-23
- Володар Суперкубка Саудівської Аравії (1):

«Аль-Гіляль»: 2021
- Переможець Ліги чемпіонів АФК (1):

«Аль-Гіляль»: 2021
- Володар Південноамериканського кубка (1):

«Расінг»: 2024
- Переможець Рекопи Південної Америки (1):

«Расінг»: 2025